# ۵۱۶ (خورشیدی)
۵۱۶ پانصد و شانزدهمین سال هجری خورشیدی است.